# Porlieria chilensis
Porlieria chilensis är en pockenholtsväxtart som beskrevs av Ivan Murray Johnston. Porlieria chilensis ingår i släktet Porlieria och familjen pockenholtsväxter. Inga underarter finns listade i Catalogue of Life.